# Кудрявцева-Сирадзе, Анна
Анна Кудрявцева-Сирадзе — модель, филантроп. Заняла первое место в конкурсе Mrs. Universe 2021, финал которого проходил 30 июня 2022 в Сеуле, Южная Корея. На финале конкурса Анна представляла Грузию (Mrs. Universe Georgia).
На конкурсе она представила уникальный наряд ручной работы грузинский национальный костюм.
Филантроп, представитель Кавказского региона в благотворительном фонде Владимира Спивакова, помогающему одаренным детям в музыке.
Гражданство: Россия, Израиль, Грузия.
Окончила Казанский инновационный университет имени В. Г. Тимирясова — менеджмент а также Восточно европейский институт психоанализа г. Санкт Петербург — в области психологогии.

## Награды и премии
- Mrs. Universe 2021, Seoul
- Миссис Санкт Петербург и Ленинградская область 2014 г. — 1 место;
- Миссис Балтия 2014 г. — 1 место
- Вице миссис Mrs. Globe 2015 г.

## Семья
Анна второй раз замужем и воспитывает 11-летнюю дочь.
Муж Александр Кудрявцев (2010—2018 гг.), Александр Бронштейн (2022-настоящее время).